# 仇贤林
仇贤林（1966年6月—），中华人民共和国政治人物、全国脱贫攻坚先进个人。

## 生平
仇贤林任宁海县农业农村局副局长。因在脱贫攻坚战中作出突出贡献，2021年2月25日全国脱贫攻坚总结表彰大会上，仇贤林被授予“全国脱贫攻坚先进个人”。